# 기소가와정
기소가와정(木曽川町)은 아이치현 하구리군에 설치되었던 정이다. 2005년에 이치노미야시에 편입돼 이치노미야시 기소가와초가 되었다.

## 지리
아이치 현의 서북단에 위치하고 서쪽으로 기소 강이 위치하며 JR 도카이도선과 메이테쓰 나고야 본선이 남북으로 종단하고 있다.겨울에는 이부키가 분다.

## 역사
- 1889년 10월 1일 - 하구리군 소네촌·구로다촌·몬마촌·우치와리타촌·소토와리덴촌이 합병해 구로다촌(黒田村)이 되었다.
- 1894년 5월 10일 - 정으로 승격해 구로다정(黒田町)이 되었다.
- 1910년 2월 1일 - 일본국유철도 기소가와역의 설치와, 기소가와정(木曽川町)으로 개칭되었다.
- 2005년 4월 1일 - 비사이시와 함께 이치노미야시에 편입되었다.

## 교통

### 철도
- 도카이 여객철도
  - 도카이도 본선
- 나고야 철도
  - 나고야 본선
  - 비사이선

### 도로
- 도카이호쿠리쿠 자동차도 - 기소가와 이치노미야 나들목
- 국도 제22호선